# لوران آزلی
لوران آزلی (زادهٔ ۱۶ اکتبر ۱۹۶۳) یک وکیل و سیاستمدار دموکرات اهل تالاهاسی، فلوریدا است. او از سال ۲۰۲۰ تا شکست خود در ۲۰۲۲، به‌عنوان عضو سنای فلوریدا نمایندگی کالهون، فرانکلین، گدسدن، گلف، همیلتون، جفرسون، لئون، لیبرتی، مدیسون، تیلور و واکولا را بر عهده داشت. پیش از آن، او از سال ۲۰۰۰ تا ۲۰۰۸ و سپس دوباره از ۲۰۱۶ تا ۲۰۲۰ نمایندهٔ منطقهٔ تالاهاسی در مجلس نمایندگان فلوریدا بود. آزلی در انتخابات ۲۰۲۲ از جمهوری‌خواه کوری سایمون شکست خورد.

## زندگی و تحصیلات اولیه
آزلی در خانواده‌ای با سابقهٔ فعالیت سیاسی در فلوریدا متولد شد. جد بزرگ او، الکساندر مک‌سوین، در سال ۱۸۹۱ عضو مجلس نمایندگان فلوریدا بود. پدربزرگش، چارلز آزلی، در سنای فلوریدا خدمت می‌کرد. پدرش دوبوز آزلی یک وکیل برجسته در تالاهاسی بود که سابقاً رئیس سیستم دانشگاهی ایالت فلوریدا نیز بوده است. مادرش، سالی آزلی، از بنیان‌گذاران مسابقات اسب‌سواری تپه‌های سرخ بود.
آزلی در سال ۱۹۸۵ از کالج زنان راندولف-میکان مدرک لیسانس هنر دریافت کرد. سپس در دانشگاه واشینگتن و لی ادامه تحصیل داد و در سال ۱۹۹۰ مدرک دکترای حقوق خود را دریافت کرد.

## حرفهٔ سیاسی
با بیش از ۲۰ سال سابقهٔ خدمت عمومی در سطوح ایالتی و فدرال، آزلی از سال ۲۰۰۰ تا ۲۰۰۸ عضو مجلس نمایندگان فلوریدا بود. حوزهٔ او شامل نیمهٔ شمالی شهرستان لئون، از جمله بیشتر مناطق تالاهاسی، و بخش شمال غربی شهرستان جفرسون بود. آزلی از سال ۲۰۰۷ تا ۲۰۰۸ عضو ارشد دموکرات‌ها در شورای مراقبت‌های بهداشتی مجلس بود.

### انتخابات ۲۰۱۰ برای مدیر ارشد مالی
در انتخابات ۲۰۱۰، آزلی برای سمت مدیر ارشد مالی فلوریدا (CFO) نامزد شد. او به‌طور پیش‌فرض نامزد دموکرات‌ها شد، زیرا هیچ نامزد دیگری در این رقابت ثبت‌نام نکرد. در نهایت، در انتخابات عمومی از رئیس سنای ایالت فلوریدا، جف آتوتر، نامزد جمهوری‌خواه، شکست خورد.
پس از هشت سال دوری از سمت‌های انتخابی، آزلی در سال ۲۰۱۶ دوباره به مجلس نمایندگان فلوریدا بازگشت و نمایندگی حوزهٔ ۹ را بر عهده گرفت.
در سال ۲۰۲۰، آزلی برای سنای فلوریدا در حوزهٔ ۳ نامزد شد و جانشین بیل مونتفورد که محدودیت دوره داشت، گردید. او پس از رقابتی نزدیک، در انتخابات عمومی ۲۰۲۰ با کسب ۵۳٫۴٪ آرا در برابر ۴۶٫۶٪ ماروا پرستون، نامزد جمهوری‌خواه، پیروز شد. او در سال ۲۰۲۱ به لایحهٔ بحث‌برانگیز مجلس سنا، سنای بیل ۸۶، رأی منفی داد.
در سال ۲۰۲۲، آزلی در خصوص ضرورت برگزاری جلسهٔ ویژه برای بررسی قانون بهبود ریدی کریک ابراز تردید کرد و آن را توهینی مضاعف دانست که علیه یک کسب‌وکار خصوصی اعمال شده است. او همچنین استدلال کرد که دیزنی نقش مهمی در شکل‌گیری فلوریدا داشته است.

## زندگی شخصی
لوران با بیل هالیمون ازدواج کرده و فرزندانشان جان هالیمون (پسرخوانده) و ویلیام دوبوز آزلی هالیمون هستند. او یک دوندهٔ ماراتن و سه‌گانه‌کار است. پدرش، دوبوز آزلی، وکیل برجستهٔ تالاهاسی و از شرکای دفتر حقوقی آزلی و مک‌مولن، با ۳۳ وکیل و ۷۵ سال سابقه است. آزلی مشاور ارشد بنیاد لاوتون چایلدز و رئیس هیئت مدیرهٔ شرکت کودکان سالم فلوریدا است.
در ۳ نوامبر ۲۰۲۴، آزلی در جریان یک مسابقهٔ سه‌گانه دچار سانحهٔ جدی دوچرخه‌سواری شد و پس از تصادف تحت عمل جراحی گردن قرار گرفت.